# زیردریایی اکولا (۱۹۰۸)
زیردریایی اکولا (۱۹۰۸) (به انگلیسی: Russian submarine Akula (1908)) یک زیردریایی بود که طول آن 56 m بود. این زیردریایی در سال ۱۹۰۷ ساخته شد.